# Казалвекио Сикуло
Казалвѐкио Сѝкуло (на италиански: Casalvecchio Siculo; на сицилиански: Casaluvecchiu Siculu, Казалувекиу Сикулу) е село и община в Южна Италия, провинция Месина, автономен регион и остров Сицилия. Разположено е на 370 m надморска височина. Населението на общината е 887 души (към 2012 г.).